# Skovhvidvinge
Skovhvidvinge (Leptidea sinapis) er en sommerfugl i hvidvingefamilien. Den er udbredt i store dele af Europa, mod øst til Kaukasus i Rusland samt gennem Tyrkiet til Syrien og i en isoleret bestand i Marokko. Sommerfuglen er specielt knyttet til ekstensivt drevne og lysåbne skove med meget bundvegetation f.eks. stævningsskove. Hannen har en helt speciel parringsadfærd, når han finder en uparret hun. Han opfører en lille dans, med specielle bevægelsesmønstre af antenner og snabel. Skovhvidvingen flyver fra midten af maj til juli.

## Forekomst i Danmark
Skovhvidvingen uddøde i Danmark i 1976. Inden da havde den fandtes i Østjylland og på Sjælland. Manglen på egnede levesteder kan være årsagen til dens tilbagegang.

### Andre arter
Skovhvidvingen tilhører underfamilien Dismorphiinae, der især findes i Sydamerika, men arterne i slægten Leptidea findes dog kun i Europa og Asien. Der har i de senere år vist sig at være tre forskellige arter i slægten, der alle ligner hinanden meget. De hedder L. reali, L. sinapis og L. juvernica. Reali har aldrig været i Danmark, og den findes kun fast i Sydeuropa. Juvernica hedder Enghvidvinge på dansk og den fandtes på Bornholm inden den forsvandt derfra og dermed uddøde i Danmark. Det sidste eksemplar blev set i 2004, og da den ikke blev observeret i 2005 og 2006 blev den erklæret uddød i 2006. På Bornholm holdt den sig især til lysninger. Bestanden her var meget lille – omkring 100 individer, men skoven blev drevet med specielt hensyn til sommerfuglen, så artens sidste tilholdssted i Danmark ikke blev ødelagt. Men den uddøde alligevel, formentlig på grund af nedfald af kvælstof og tilgroning.

## Udseende
Skovhvidvingen ligner lille kålsommerfugl, men skovhvidvingen har smallere vinger med grå aftegninger på undersiden af bagvingerne. Vingefanget er omkring 37–43 mm. Hunnen er noget større end hannen, hun har rundere vinger og en svagere farvet plet på forvingen i forhold til hannens tydelige mørke plet. Der er også en forskel mellem 1. og 2. generation af sommerfuglen, da 2. generation har den mest udtalte forskel mellem kønnene.
- Leptidea sinapis ♂
- Leptidea sinapis ♂   △
- Leptidea sinapis   ♀
- Leptidea sinapis   ♀ △

## Livscyklus
En uge efter ægget er lagt klækkes det. Efter 3-4 uger er larven udvokset og forpupper sig. Hvis det er varmt i vejret klækkes puppen samme år og 2. generation kommer frem, men oftest overvintrer puppen til næste år, hvor den klækkes i midten af maj efter ca. 10 måneder.

## Foderplanter
Fladbælg, musevikke, viol og tusindfryd.